# Dietrich von Apolda
Dietrich von Apolda (lateinisch: Theodericus de Apolda oder Theodoricus de Apolda; * 1220 oder 1230; † nach 1302) war ein Dominikaner und Verfasser von Heiligenbiografien.

## Lebensweg
Dietrich stammte vermutlich aus der Familie der Herren von Apolda, die etwa ab seinen Lebzeiten unter dem Namen Vitzthum auftraten. Er trat 1247 in das Dominikanerkloster in Erfurt ein, wo er bis zu seinem Lebensende blieb. Bekannt geworden ist er durch zwei von ihm verfasste Heiligenbiographien, nämlich eine 1289 bis 1297 im Auftrag seines Ordens erstellte Vita des heiligen Dominikus und eine Vita der heiligen Elisabeth von Thüringen. Besonders die Vita Elisabeths wurde breit rezipiert und prägte weit über das Mittelalter hinaus das Bild der beliebten Heiligen. Sie wurde 1604 erstmals im Druck veröffentlicht, von dem Historiker Heinrich Canisius, einem Neffen des hl. Petrus Canisius.